# Bike Rio

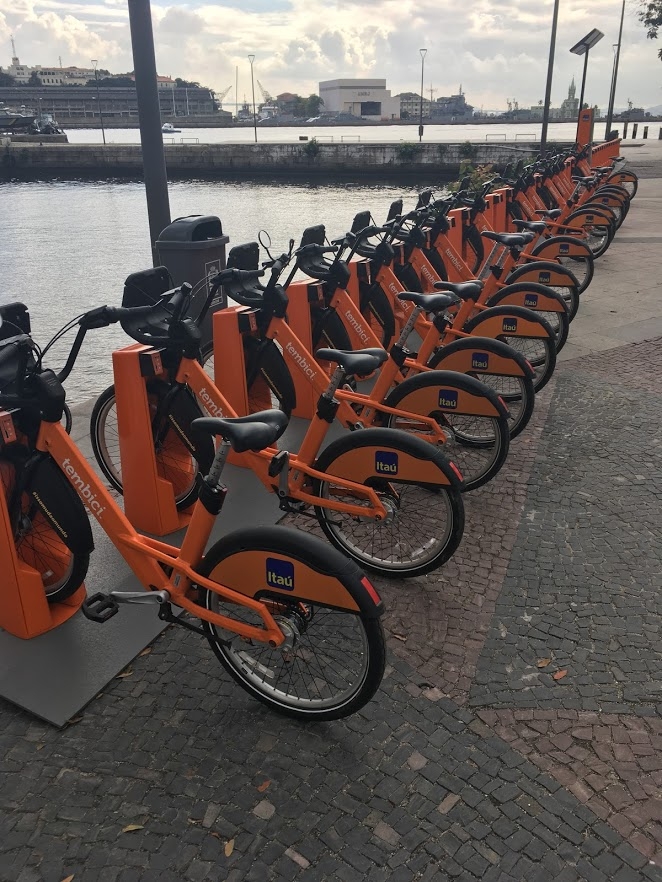
bike itaú

Bike Rio is een publiek fietssysteem in Rio de Janeiro. 
Het systeem werd opgezet door de gemeente in samenwerking met Itaú Unibanco en is in zijn tweede generatie.  Het huidige systeem is operationeel vanaf 20 februari 2018. De fietsen en de know how komen van het canadese PBSC Urban Solutions.
Het eerste Bike Rio systeem bestond sinds oktober 2011. en had 400 stallingstations met 4000 fietsen.  